# 인간 지능
인간 지능(Human intelligence)은 인간의 지적 능력으로, 복잡한 인식 능력과 높은 수준의 동기 부여 및 자의식이 특징이다. 인간은 지능을 사용하여 학습하고, 개념 학습하고, 이해하고, 논리학과 이성을 적용할 수 있다. 인간 지능은 또한 패턴 인식, 플래닝, 혁신, 문제 해결, 의사 결정, 정보 보유, 언어를 이용한 의사소통 능력도 포함하는 것으로 여겨진다.
지능을 어떻게 개념화하고 측정해야 하는지에 대한 상충되는 견해들이 있다. 심리측정학에서 인간 지능은 일반적으로 지능 지수(IQ) 테스트로 평가되지만, 이러한 테스트의 타당성은 논란이 되고 있다. 감정 지능과 사회 지능과 같은 몇몇 하위 지능 범주들이 제안되었으며, 이러한 것들이 별개의 지능 형태를 나타내는지에 대해서는 여전히 상당한 논쟁이 남아 있다.
개인의 지능 수준이 어떻게 형성되는지에 대한 논쟁도 계속되고 있는데, 지능이 태어날 때 고정되어 있다는 생각부터 개인의 사고방식과 노력에 따라 변할 수 있다는 생각까지 다양하다.

## 상관관계
지능 검사로 측정되는 구성 개념으로서의 지능은 심리학에서 가장 유용한 개념 중 하나인데, 이는 사고를 겪을 확률이나 급여액과 같은 많은 관련 변수와 상관관계가 있기 때문이다. 다른 예시는 다음과 같다:
교육
2018년 교육이 지능에 미치는 영향에 대한 메타 분석에 따르면, 교육은 지능을 높이는 것으로 알려진 "가장 일관적이고, 견고하며, 내구성이 있는 방법"인 것으로 보인다.
성격50개국 이상에서 수백만 명의 사람들을 포함하는 수천 건의 연구를 종합한 획기적인 메타 분석 결과, 많은 성격 특성이 인지 능력과 복잡하게 관련되어 있음이 밝혀졌다. 신경증 관련 특성은 가장 부정적인 관계를 보였고, 활동성, 근면성, 동정심, 개방성 같은 특성은 다양한 능력과 긍정적인 관계를 보였다.
근시여러 연구에서 [[근시#상관 관계|지능 지수와 근시 사이의 상관관계]]가 밝혀졌다. 어떤 이들은 그 상관관계의 이유가 환경적인 것이라고 주장한다: 높은 지능 지수를 가진 사람들이 오랜 독서로 시력을 손상시킬 가능성이 더 높거나, 독서를 더 많이 하는 사람들이 더 높은 지능 지수를 얻을 가능성이 더 높다; 다른 이들은 유전적 연관성이 존재한다고 주장한다.
노화노화가 인지 기능 저하를 유발한다는 증거가 있다. 한 단면 연구에서는 20세에서 50세까지 처리 속도, 작업 기억, 장기 기억을 포함한 다양한 인지 기능이 Z점수에서 약 0.8 감소하는 것으로 측정되었다.
유전자인간 DNA의 여러 단일염기 다형성은 더 높은 IQ 점수와 상관관계가 있다.

## 이론

### IQ 테스트의 관련성
심리학에서 인간 지능은 일반적으로 IQ 테스트로 결정되는 IQ 점수로 평가된다. 일반적으로 IQ 점수가 높을수록 삶의 결과가 더 좋다. 그러나 IQ 테스트 점수는 검사 간 신뢰성이 높고 특정 형태의 성취를 효과적으로 예측하지만, 인간 지능의 전체적인 측정으로서의 구성 타당도는 의심스럽다. IQ 테스트는 일반적으로 특정 형태의 지능을 측정하는 것으로 이해되지만, 창의성과 사회 지능을 포함하는 더 넓은 의미의 인간 지능에 대한 정확한 측정 역할을 하지 못할 수 있다. 심리학자 웨인 와이튼에 따르면, "IQ 테스트는 학업에서 잘하는 데 필요한 지능을 측정하는 유효한 도구이다. 그러나 더 넓은 의미에서 지능을 평가하는 것이 목적이라면 IQ 테스트의 타당성은 의심스럽다."

### 다중 지능 이론
하워드 가드너의 다중 지능 이론은 일반 아동과 성인, 영재(소위 "사반트 증후군" 포함), 뇌 손상 환자, 전문가 및 거장, 다양한 문화권의 개인들을 대상으로 한 연구에 기반을 둔다. 가드너는 지능을 여러 구성 요소로 나눈다. 그의 저서 '마음의 틀'(1983) 초판에서 그는 논리-수학, 언어 지능, 공간, 음악, 운동 감각, 대인관계, 내성의 7가지 뚜렷한 지능 유형을 설명했다. 2판에서는 자연주의 및 실존주의 지능이라는 두 가지 유형을 더 추가했다. 그는 심리측정학적 (IQ) 테스트는 언어적 및 논리적 지능과 공간 지능의 일부 측면만을 다룬다고 주장한다. 가드너 이론에 대한 비판 중 하나는 가드너나 다른 누구도 이 이론을 테스트하거나 동료 심사를 거치지 않았으며, 실제로 반증할 수 없다는 것이다. 다른 이들(예: Locke, 2005)은 많은 특정 형태의 지능(특정 적성 이론)을 인식하는 것이 과학적인 의제라기보다는 정치적인 의제를 의미하며, 개인 능력의 잠재적으로 진실하고 의미 있는 차이를 인식하기보다는 모든 개인의 독특함을 인정하려는 의도라고 주장한다. 슈미트와 헌터는 일반 정신 능력, 즉 "g"를 넘어서는 특정 적성의 예측 타당성이 경험적 지지를 받지 못했다고 주장한다. 반면에 제롬 브루너는 가드너의 지능이 "유용한 허구"라는 데 동의하며, "그의 접근 방식은 정신 테스트의 데이터 크런치 이상이므로 박수를 받을 만하다"고 말했다.

### 삼원 지능 이론
로버트 스턴버그는 전통적인 차별 이론이나 인지 이론보다 지적 능력을 더 포괄적으로 설명하기 위해 삼원 지능 이론을 제안했다. 삼원 이론은 지능의 세 가지 근본적인 측면을 설명한다:
1. 분석적 지능은 지능이 표현되는 정신적 과정을 포함한다.
2. 창의적 지능은 개인이 거의 완전히 새로운 과제에 직면하거나, 과제 수행을 자동화할 때 필요하다.
3. 실용적 지능은 사회문화적 환경에 묶여 있으며, 환경에 적응하고, 선택하고, 형성하여 맥락에 가장 잘 맞도록 하는 것을 포함한다.

삼원 이론은 일반 지능 요소의 타당성을 부정하지 않는다. 대신, 이 이론은 일반 지능이 분석적 지능의 일부이며, 지능의 세 가지 측면을 모두 고려해야만 지적 기능의 전체 범위를 이해할 수 있다고 주장한다.
스턴버그는 삼원 이론을 업데이트하고 성공 지능 이론으로 이름을 변경했다. 그는 이제 지능을 개인의 (개체적) 기준과 사회문화적 맥락 내에서 개인이 삶의 성공을 평가하는 것이라고 정의한다. 성공은 분석적, 창의적, 실용적 지능의 조합을 사용하여 달성된다. 지능의 세 가지 측면은 처리 기술로 불린다. 이 처리 기술은 실용적 지능의 세 가지 요소였던 환경에 적응하고, 형성하고, 선택하는 것을 통해 성공을 추구하는 데 적용된다. 처리 기술을 사용하여 성공을 달성하는 메커니즘에는 자신의 강점을 활용하고 약점을 보완하거나 교정하는 것이 포함된다.
스턴버그의 지능 이론과 연구는 과학계에서 여전히 논쟁의 여지가 있다.

### PASS 지능 이론
A. R. 루리아의 (1966) 뇌 기능 모듈화에 대한 선구적인 연구와 수십 년간의 신경영상 연구에 힘입어, PASS 지능 이론(계획/주의/동시/순차)은 인지가 세 가지 시스템과 다음 네 가지 과정으로 조직된다고 제안한다.
1. 계획은 행동을 통제하고 조직하며, 전략을 선택하고 구성하고, 수행을 모니터링하는 책임이 있는 실행 기능을 포함한다.
2. 주의는 각성 수준과 경각심을 유지하고, 관련 자극에 집중하도록 하는 책임이 있다.
3. 동시 처리(Simultaneous processing)는 항목 간의 관계와 정보의 전체 단위로의 통합이 필요할 때 관여한다. 예를 들어, 원 안에 있는 삼각형과 삼각형 안에 있는 원을 구별하거나 "그는 아침 식사 전에 샤워를 했다"와 "그는 샤워 전에 아침 식사를 했다"의 차이를 인식하는 것을 포함한다.
4. 순차 처리(Successive processing)는 단어를 기억하거나 행동을 방금 제시된 순서대로 정확하게 기억하는 것과 같이 별개의 항목을 순서대로 조직하는 데 필요하다.

이 네 가지 과정은 뇌의 네 영역의 기능이다. 계획은 일반적으로 뇌의 앞부분인 전두엽에 위치한다. 주의와 각성은 전두엽과 피질의 하부의 복합 기능이지만, 두정엽도 주의에 관여한다. 동시 처리와 순차 처리는 뇌의 후방 영역 또는 뒷부분에서 발생한다. 동시 처리는 일반적으로 후두엽과 두정엽과 관련이 있고, 순차 처리는 일반적으로 전두측두엽과 관련이 있다. PASS 이론은 루리아와 지능에 대한 더 나은 탐색을 촉진하는 인지 심리학 연구에 크게 의존한다.

### 피아제의 이론과 신피아제 이론
피아제의 인지 발달론에서는 정신 능력보다는 아동의 세상에 대한 정신적 모델에 초점을 맞춘다. 아동이 발달함에 따라 세상에 대한 점점 더 정확한 모델을 만들게 되며, 이는 아동이 세상과 더 효과적으로 상호작용할 수 있도록 한다. 한 가지 예는 대상 영속성인데, 이를 통해 아동은 보거나 듣거나 만질 수 없을 때에도 대상이 계속 존재한다는 모델을 발달시킨다.
피아제의 이론은 발달에서 네 가지 주요 단계와 많은 하위 단계를 설명했다. 이 네 가지 주요 단계는 다음과 같다:
1. 감각운동기 (출생 ~ 2세)
2. 전조작기 (2세 ~ 7세)
3. 구체적 조작기 (7세 ~ 11세)
4. 형식적 조작기 (11세 ~ 16세)[25]

이러한 단계들을 거치는 진행은 심리측정학적 IQ와 상관관계가 있지만 동일하지는 않다. 피아제는 지능을 능력이라기보다는 활동으로 개념화한다.
피아제의 가장 유명한 연구 중 하나는 2.5세에서 4.5세 사이 아동의 변별 능력에만 초점을 맞췄다. 그는 다양한 연령의 아동들을 대상으로 시작했는데, 두 줄의 사탕을 놓았는데, 한 줄은 사탕이 더 넓게 퍼져 있었고, 다른 한 줄은 같은 수의 사탕이 더 가깝게 놓여 있었다. 그는 "2년 6개월에서 3년 2개월 사이의 아동들은 두 줄에 있는 사물의 상대적인 수를 정확히 구별한다; 3년 2개월에서 4년 6개월 사이에는 더 적은 사탕이 있는 더 긴 줄을 '더 많다'고 표시한다; 4년 6개월 이후에는 다시 정확히 구별한다"는 것을 발견했다. 처음에는 어린 아동들을 연구하지 않았는데, 4세 아동이 양 보존을 할 수 없다면 더 어린 아동도 할 수 없을 것이라고 추정했기 때문이다. 그러나 결과는 3세 2개월 미만의 아동은 양 보존 능력을 가지고 있지만, 나이가 들면서 이 특성을 잃어버리고 4.5세가 되어서야 회복한다는 것을 보여준다. 이 특성은 지각 전략에 대한 과도한 의존으로 인해 일시적으로 손실될 수 있는데, 이는 더 많은 사탕이 더 긴 사탕 줄과 상관관계가 있거나, 4세 아동이 상황을 역전시킬 수 없기 때문일 수 있다.
이 실험은 여러 가지 결과를 보여주었다. 첫째, 어린 아동들은 인지 작용에 대한 논리적 능력이 이전에 인정된 것보다 더 일찍 존재한다는 것을 보여주는 변별 능력을 가지고 있다. 또한, 어린 아동들은 과제의 논리적 구조에 따라 인지 작용을 위한 특정 자질을 갖출 수 있다. 연구는 또한 아동이 5세에 명시적 이해를 발달시키고 그 결과 아동은 사탕을 세어 어느 쪽이 더 많은지 결정할 것이라는 것을 보여준다. 마지막으로 연구는 전체적인 양 보존이 인간의 타고난 유산의 기본 특성이 아니라는 것을 발견했다.
피아제의 이론은 대상 영속성과 같은 새로운 세상 모델의 출현 연령이 테스트 방식에 따라 달라진다는 점(대상 영속성 문서 참조)을 근거로 비판을 받았다. 더 일반적으로, 이 이론은 정신적 모델이 테스트 결과에 대한 설명이라는 것을 입증하거나 반증하기 어렵기 때문에 경험적으로 테스트하기 매우 어려울 수 있다.
신피아제 인지 발달 이론은 피아제의 이론을 다양한 방식으로 확장하며, 처리 속도와 작업 기억과 같은 심리측정적 요인, 자기 모니터링과 같은 "초인지적" 요인, 더 많은 단계, 그리고 공간 또는 사회적 영역과 같은 다양한 영역에서 진행이 어떻게 달라질 수 있는지에 대한 더 많은 고려를 포함한다.

### 두정-전두 통합 지능 이론
37개 신경영상 연구 검토를 기반으로, 정(Jung)과 하이어(Haier)는 지능의 생물학적 기초가 뇌의 전두엽과 두정엽 영역이 얼마나 잘 소통하고 정보를 교환하는지에 달려 있다고 제안했다. 후속 신경영상 및 병변 연구들은 이 이론과 대체로 일치하는 보고를 하고 있다. 신경과학 및 지능 문헌에 대한 검토는 두정-전두 통합 지능 이론이 인간 지능 차이에 대한 가장 좋은 설명을 제공한다고 결론짓는다.

### 투자 이론
CHC이론에 기반한 지능 검사는 사람들의 발달 경로가 다른 유동 지능(gf)과 결정 지능(gc)을 측정하는 경우가 많다. 카텔의 "투자 이론"은 기술과 지식(gc) 습득에서 관찰되는 개인차가 gf의 "투자"에 부분적으로 기인하며, 따라서 유동 지능이 학습 과정의 모든 측면에 관여함을 시사한다고 명시한다. 투자 이론은 성격 특성이 IQ 테스트 점수가 아닌 "실제" 능력에 영향을 미친다고 제안한다.
도널드 올딩 헤브의 지능 이론 또한 생리적 지능인 지능 A(유동 지능과 유사)와 경험적 지능인 지능 B(결정 지능과 유사)로 이분법을 제안했다.

### 지능 보상 이론 (ICT)
지능 보상 이론은 비교적 지능이 낮은 개인이 목표 달성을 위해 더 열심히, 더 체계적으로, 더 단호하고 철저하게(더 성실하게) 노력하여 "지능 부족"을 보상하는 반면, 지능이 높은 개인은 구조나 노력보다는 인지 능력의 강점에 의존할 수 있으므로 성실성과 관련된 특성/행동을 필요로 하지 않는다고 명시한다. 이 이론은 지능과 성실성 사이에 인과 관계가 존재하며, 성실성이라는 성격 특성의 발달이 지능의 영향을 받는다는 것을 제안한다. 이는 역인과 관계가 발생할 가능성이 낮기 때문에 타당한 것으로 간주된다. 이는 유동 지능(gf)과 성실성 사이의 음의 상관관계가 더 높을 것임을 암시한다. 이는 gf, gc, 그리고 성격 발달의 시간 순서로 정당화되는데, 성격 특성이 발달할 때 결정 지능이 완전히 발달하지 않을 것이기 때문이다. 따라서 학령기 아동의 경우, 더 성실한 아동은 더 효율적이고, 철저하며, 근면하고, 의무를 다할 것이므로 교육을 통해 더 많은 결정 지능(지식)을 얻을 것으로 예상된다.
이 이론은 최근 성취의 특정 기준 이상인 사람들을 포함하는 표본을 선택하는 데서 오는 편향에 기인하는 보상적 표본 선택을 식별하는 증거에 의해 반박되었다.

### 반두라의 자기효능감 및 인지 이론
인지 능력에 대한 시각은 수년에 걸쳐 진화했으며, 인지적 측면뿐만 아니라 동기 부여, 사회적, 행동적 측면도 포함한다. 이러한 측면들은 함께 작용하여 수많은 과제를 수행한다. 종종 간과되는 필수적인 기술은 사고와 활동의 질을 손상시킬 수 있는 감정과 혐오스러운 경험을 관리하는 것이다. 반두라는 지능과 성공 사이의 연결 고리를 자기효능감의 개인차를 인정함으로써 이어간다. 반두라의 이론은 기술을 소유하는 것과 어려운 상황에서 이를 적용할 수 있는 능력 사이의 차이를 식별한다. 이 이론은 동일한 수준의 지식과 기술을 가진 개인이 자기효능감의 차이에 따라 나쁘게, 보통으로, 또는 탁월하게 수행할 수 있다고 제안한다.
인지의 핵심 역할은 사건을 예측하고 차례로 이러한 사건을 효과적으로 처리할 방법을 고안할 수 있도록 하는 것이다. 이러한 기술은 불분명하고 모호한 자극을 처리하는 데 달려 있다. 사람들은 옵션을 식별, 개발 및 실행하기 위해 지식의 저장소에 의존할 수 있어야 한다. 그들은 이전 경험에서 얻은 학습을 적용할 수 있어야 한다. 따라서 안정적인 자기효능감은 어려운 상황에 직면하여 과제에 집중하는 데 필수적이다.
반두라의 자기효능감과 지능 이론은 어떤 분야에서든 상대적으로 낮은 자기효능감을 가진 개인은 도전을 피할 것이라고 제안한다. 이러한 효과는 상황을 개인적인 위협으로 인식할 때 더욱 심해진다. 실패가 발생하면, 그들은 다른 사람들보다 더 느리게 회복하며, 실패의 원인을 불충분한 적성으로 돌린다. 반면에 높은 자기효능감을 가진 사람들은 효과적인 수행으로 이어지는 것을 가지고 있다.

### 과정, 성격, 지능 및 지식 이론 (PPIK)

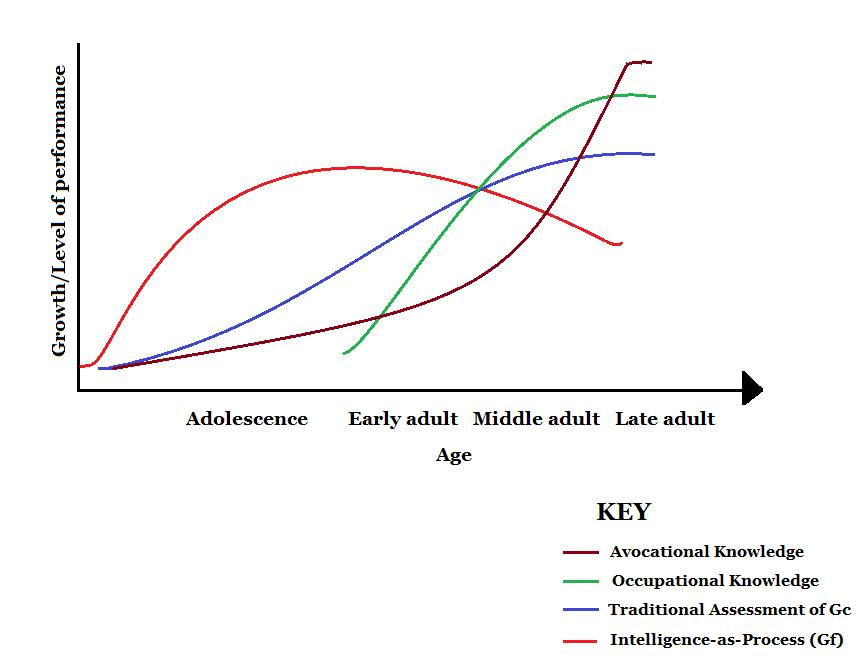
애커먼의 PPIK 이론에 기반한 과정으로서의 지능, 결정 지능, 직업 지식, 취미 지식의 예측 성장 곡선

애커먼이 개발한 PPIK(과정, 성격, 지능, 지식) 이론은 카텔의 투자 이론과 헤브가 제안한 지능 접근 방식을 더욱 발전시켜 지식으로서의 지능과 과정으로서의 지능(각각 gc와 gf에 비견되고 관련이 있지만, 헤브의 "지능 A"와 "지능 B" 개념에 더 가깝고 넓은 두 개념)을 구분하고 이러한 요인들을 성격, 동기, 관심과 같은 요소들과 통합한다.
애커먼은 어떤 능력 테스트에서도 내용이 제거될 수 없기 때문에 과정과 지식을 구별하기 어렵다고 설명한다.
성격 특성은 정신병리학적 맥락을 제외하고는 과정 측면의 지능과 유의미한 상관관계를 보이지 않는다. 이러한 일반화에 대한 한 가지 예외는 인지 능력, 특히 수학 및 공간 형태 능력에서의 성별 차이 발견이다.
반면에, 지식 요인으로서의 지능은 개방성과 전형적인 지적 몰입이라는 성격 특성과 연관되어 있으며, 이는 또한 언어 능력(결정 지능과 관련)과 강하게 상관관계가 있다.

### 잠재적 억제
낯선 자극에 비해 친숙한 자극에 대한 반응 시간이 지연되는 현상인 잠재적 억제는 창의성과 긍정적인 상관관계를 보이는 것으로 나타났다.

## 개선

### 유전 공학
지능이 뇌 구조와 뇌 발달을 형성하는 유전자에 적어도 부분적으로 의존하는 것으로 보이기 때문에, 유전 공학을 사용하여 지능을 향상시킬 수 있다는 제안이 있었는데, 이 과정은 과학 소설에서 때때로 생체 강화라고 불린다. 쥐를 대상으로 한 유전적 강화 실험에서는 다양한 행동 과제에서 학습 및 기억 능력이 우수하게 나타났다.

### 교육
더 높은 IQ는 교육에서 더 큰 성공으로 이어진다, 그러나 독립적으로 교육은 IQ 점수를 높인다. 2017년 메타 분석은 교육이 연간 IQ를 1~5점 증가시키거나, 적어도 IQ 시험 능력을 증가시킨다고 제안한다.

### 영양과 화학물질
실제로 또는 주장적으로 지능이나 다른 정신 기능을 향상시키는 물질을 누트로픽이라고 한다. 메타 분석에 따르면 오메가-3 지방산은 인지 결함을 가진 사람들의 인지 능력을 향상시키지만, 건강한 사람들에게는 그렇지 않다. 메타 회귀 분석에 따르면 오메가-3 지방산은 주요 우울증 환자의 기분을 개선한다(주요 우울증은 인지 영양 결핍과 관련이 있다).

### 활동과 성인 신경 발달
- 운동은 건강한 피험자와 건강하지 않은 피험자 모두의 인지 능력을 향상시킨다[56]
- (예: "지적으로 요구되는 일")[57] 그리고 일하는 방식[58]
- 잠의 질[59]

### 브레인 트레이닝
이미지 트레이닝을 통해 IQ를 높이려는 시도는 훈련 과제와 관련된 측면(예: 작업 기억)에서 증가를 가져왔지만, 이러한 증가가 그 자체로 지능 증가로 일반화되는지는 아직 불분명하다.
2008년 연구 논문은 이중 N-백 과제를 연습하면 여러 표준 테스트에서 측정된 유동 지능(gf)이 증가할 수 있다고 주장했다. 이 발견은 와이어드 잡지의 기사를 포함하여 대중 매체의 주목을 받았다. 그러나 이후 논문의 방법론에 대한 비판은 실험의 타당성에 의문을 제기하고 통제 그룹과 실험 그룹을 평가하는 데 사용된 테스트의 균일성 부족을 문제 삼았다. 예를 들어, 레이븐 지능검사 (APM) 테스트의 점진적인 특성은 시간 제한의 수정(즉, 일반적으로 45분 테스트를 완료하는 데 10분 허용)으로 인해 손상되었을 수 있다.

### 철학
지능에 영향을 미치려는 노력은 윤리적 문제를 야기한다. 신경윤리학은 신경과학의 윤리적, 법적, 사회적 함의를 고려하며, 인간의 신경학적 질병 치료와 인간 뇌 강화의 차이, 그리고 부가 신경기술에 대한 접근성에 미치는 영향과 같은 문제들을 다룬다. 신경윤리적 문제들은 인간 유전자 공학의 윤리와 상호작용한다.
초인간주의 이론가들은 인간의 능력과 적성을 향상시키기 위한 기술을 개발하고 사용하는 가능성과 결과에 대해 연구한다.
우생학은 다양한 형태의 개입을 통해 인간의 유전적 특성을 개선할 것을 옹호하는 사회 철학이다. 우생학은 역사적으로 다양한 시기에 가치 있거나 비난받을 만한 것으로 간주되었으며, 제2차 세계 대전에서 나치 독일이 패배한 후 크게 명예를 잃었다.

## 측정

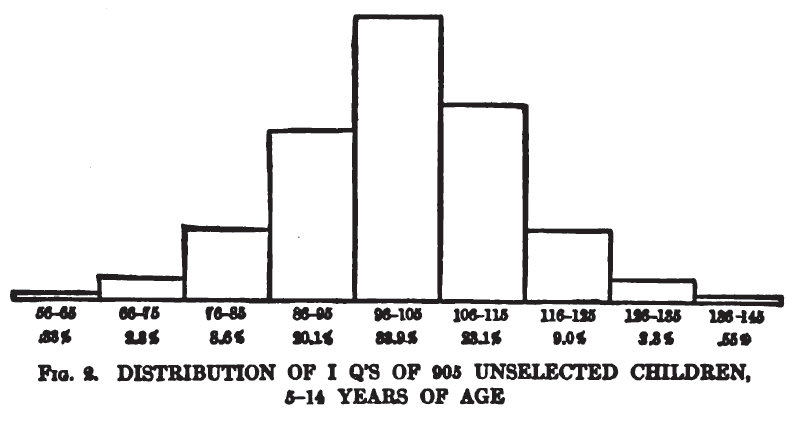
1916년 스탠포드-비네 테스트를 받은 905명의 아동 표본에 대한 점수 분포 차트

가장 오랫동안 가장 많은 지지자와 출판된 연구를 가진 지능 이해 접근 방식은 심리측정 테스트에 기반을 둔다. 또한 실제 환경에서 가장 널리 사용되는 방법이다. 지능 지수(IQ) 테스트에는 스탠포드-비네, 레이븐 지능검사, 웩슬러 성인 지능 검사 및 카우프만 아동 지능 검사가 포함된다. 지능 자체를 측정하는 것이 아니라 학업 적성과 같은 밀접하게 관련된 구성 개념을 측정하기 위한 심리측정 테스트도 있다. 미국에서는 SSAT, SAT, ACT, GRE, MCAT, LSAT, GMAT가 그 예이다. 사용되는 방법과 상관없이, 응시자에게 추론을 요구하고 질문 난이도가 넓은 거의 모든 테스트는 일반 인구에서 대략 정규 분포하는 지능 점수를 산출할 것이다.
지능 검사는 행동 예측의 효능 때문에 교육, 비즈니스, 군대 환경에서 널리 사용된다. IQ와 g(다음 섹션에서 논의)는 많은 중요한 사회적 결과와 상관관계가 있다. 낮은 IQ를 가진 개인은 이혼, 혼외자 출산, 수감, 장기 복지 지원 필요성이 더 높으며, 높은 IQ를 가진 개인은 더 많은 교육 연수, 더 높은 지위의 직업 및 더 높은 수입과 관련이 있다. 심리측정 검사로 측정된 지능은 성공적인 훈련 및 성과 결과(예: 적응형 성과)와 높은 상관관계를 보이며, IQ/g는 성공적인 직무 성과의 가장 좋은 단일 예측 변수이다. 그러나 일부 연구자들은 이 발견에 대체로 동의하면서도, 이러한 연구들의 통계적 가정, 1970년 이전에 수행된 연구들이 최근 연구들과 일치하지 않는 점, 그리고 현재 IQ 측정 도구의 타당성에 대한 심리학 문헌 내의 지속적인 논쟁 등 여러 요인으로 인해 주장의 강도를 언급할 때는 주의를 당부했다.

### 일반 지능 요소 또는 g
다양한 유형의 IQ 테스트가 있으며, 이는 광범위한 테스트 과제를 사용한다. 일부 테스트는 단일 유형의 과제로 구성되고, 다른 테스트는 다양한 내용(시각-공간, 언어, 숫자)과 다양한 인지 과정(예: 추론, 기억, 빠른 결정, 시각 비교, 공간 이미지, 독해, 보편 지식 검색)을 요구하는 광범위한 과제 모음에 의존한다. 찰스 스피어먼 심리학자는 20세기 초 다양한 테스트 과제 간의 상관관계에 대한 첫 번째 공식 인자 분석을 수행했다. 그는 모든 테스트가 서로 양의 상관관계를 보이는 경향이 있음을 발견했는데, 이를 양의 다중성이라고 한다. 스피어먼은 단일 공통 요인이 테스트 간의 양의 상관관계를 설명한다는 것을 발견했다. 스피어먼은 이를 "일반 지능 요소"를 의미하는 g라고 명명했다. 그는 이를 모든 인지 과제에서 성공에 크거나 작게 영향을 미쳐 양의 다중성을 생성하는 인간 지능의 핵심으로 해석했다. 테스트 성능의 공통 원인으로서의 g에 대한 이러한 해석은 심리측정학에서 여전히 지배적이다. (단, van der Maas와 동료들은 최근 다른 해석을 제시했다. 그들의 상호주의 모델은 지능이 여러 독립적인 메커니즘에 의존하며, 이들 중 어느 것도 모든 인지 테스트의 성능에 영향을 미치지 않는다고 가정한다. 이러한 메커니즘은 서로를 지원하여 그 중 하나의 효율적인 작동이 다른 것들의 효율적인 작동 가능성을 높여 양의 다중성을 생성한다.)
IQ 테스트는 g 인자에 얼마나 높게 로드되는지에 따라 순위를 매길 수 있다. g-로드(g-loading)가 높은 테스트는 대부분의 다른 테스트와 높은 상관 관계를 갖는 테스트이다. 많은 테스트와 과제들 간의 상관 관계를 조사한 포괄적인 연구는 레이븐 지능검사가 대부분의 다른 테스트 및 과제와 특히 높은 상관 관계를 가지고 있음을 발견했다. 레이븐 검사는 추상적인 시각 자료를 사용한 귀납적 추론 검사이다. 이 검사는 난이도가 대략적으로 증가하는 일련의 문제들로 구성된다. 각 문제는 빈 셀이 있는 3x3 추상 디자인 매트릭스를 제시한다. 매트릭스는 규칙에 따라 구성되며, 사람은 빈 셀에 맞는 8가지 대안 중 어떤 것이 맞는지 결정하기 위해 규칙을 찾아야 한다. 다른 테스트와의 높은 상관 관계 때문에 레이븐 지능검사는 일반적으로 일반 지능의 좋은 지표로 인정된다. 그러나 이는 문제가 될 수 있는데, 레이븐 검사에는 상당한 성별 차이가 존재하며, 이는 광범위한 테스트 모음에서 일반 요인을 직접 계산하여 g를 측정할 때 발견되지 않는다.
스티븐 제이 굴드와 같은 몇몇 비평가들은 g를 통계적 인공물로 보고, IQ 테스트가 대신 여러 관련 없는 능력을 측정한다고 비판했다. 1995년 미국 심리학회 보고서 "지능: 알려진 것과 알려지지 않은 것"은 IQ 테스트가 상관관계가 있으며, g가 통계적 인공물이라는 견해는 소수 의견이라고 밝혔다.

### 일반 집단 지능 요인 또는 c
광범위한 과제를 수행하는 그룹의 일반적인 능력으로 정의되는 집단 지능에 대한 최근의 과학적 이해는 유사한 방법과 개념을 그룹에 적용하여 인간 지능 연구 영역을 확장한다. 정의, 조작화 및 방법은 개인이 주어진 인지 과제 세트에서 수행하는 방식이 요인 분석을 통해 추출된 일반 지능 요인 g로 표시되는 지능을 측정하는 데 사용되는 일반 개인 지능의 심리측정적 접근 방식과 유사하다. 마찬가지로, 집단 지능 연구는 그룹 간 성과 차이와 그에 대한 구조적 및 그룹 구성 원인을 설명하는 c 요인을 발견하는 것을 목표로 한다.

### 역사적 심리측정 이론
몇몇 다른 지능 이론들은 역사적으로 심리측정학에 중요한 영향을 미쳤다. 종종 그들은 g 인자와 같은 단일 요소보다 더 많은 요소들을 강조했다.

### CHC이론
최근의 광범위한 IQ 테스트 중 상당수는 CHC이론의 큰 영향을 받았다. 이는 연구를 통해 지능에 대해 알려진 많은 것을 반영한다고 주장된다. 인간 지능에 대한 요인들의 계층 구조가 사용된다. g가 가장 위에 있다. 그 아래에는 10가지 광범위한 능력이 있으며, 이는 다시 70가지 좁은 능력으로 세분된다. 광범위한 능력은 다음과 같다:
- 유동 지능(Gf): 낯선 정보나 새로운 절차를 사용하여 추론하고 개념을 형성하며 문제를 해결하는 광범위한 능력을 포함한다.
- 결정 지능(Gc): 개인의 습득된 지식의 폭과 깊이, 지식을 전달하는 능력, 이전에 학습한 경험이나 절차를 사용하여 추론하는 능력을 포함한다.
- 양적 추론(Gq): 양적 개념과 관계를 이해하고 숫자 기호를 조작하는 능력.
- 읽기 및 쓰기 능력(Grw): 기본적인 읽기 및 쓰기 기술을 포함한다.
- 작업 기억(Gsm): 즉각적인 의식에 정보를 파악하고 유지한 다음 몇 초 이내에 사용하는 능력.
- 장기 저장 및 검색(Glr): 정보를 저장하고 나중에 사고 과정에서 유창하게 검색하는 능력.
- 시각 처리(Gv): 시각적 패턴을 인식, 분석, 통합, 사고하는 능력으로, 시각적 표현을 저장하고 회상하는 능력을 포함한다.
- 청각 처리(Ga): 청각 자극을 분석, 통합, 식별하는 능력으로, 왜곡된 조건에서 제시될 수 있는 음성 소리를 처리하고 식별하는 능력을 포함한다.
- 처리 속도(Gs): 특히 집중된 주의를 유지하기 위해 압력을 받을 때 자동 인지 작업을 수행하는 능력.
- 결정/반응 시간/속도(Gt): 개인이 자극이나 작업에 반응할 수 있는 즉각성을 반영한다(일반적으로 초 또는 초의 일부 단위로 측정됨; 일반적으로 2-3분 간격으로 측정되는 Gs와 혼동하지 말 것). 정신 연대기를 참조하라.

현대 테스트는 반드시 이러한 광범위한 능력을 모두 측정하는 것은 아니다. 예를 들어, Gq와 Grw는 학업 성취도 측정으로 간주될 수 있으며 IQ는 아니다. Gt는 특수 장비 없이는 측정하기 어려울 수 있다.
g는 이전에는 종종 Gf와 Gc로만 세분되었으며, 이는 인기 있는 웩슬러 IQ 테스트의 이전 버전에서 비언어적 또는 수행 하위 테스트와 언어 하위 테스트에 해당한다고 생각되었다. 최근 연구에 따르면 상황이 더 복잡하다.

### IQ를 통한 측정의 불충분성
한 연구에 따르면 지능은 각각 자체 용량을 가지고 있으며 다른 구성 요소와 (어느 정도) 독립적인 개별 인지 시스템으로 구성되어 있으며, 인지 프로필은 해부학적으로 구별되는 인지 시스템(예: 뇌 영역 또는 신경망)에서 나타나는 것으로 나타났다. 예를 들어, IQ와 독해/언어 관련 특성/능력은 "적어도 부분적으로는 구별되는 유전적 요인"에 의해 영향을 받는 것으로 보인다.
지능의 일부 정의와 관련이 있지만 IQ 측정의 일부가 아닌 다양한 잠재적 측정 유형은 다음과 같다.
- 인지적 유연성 – 다른 개념 사이를 전환하거나 새롭거나 변화하는 환경에 행동을 적응시키는 능력[90]
- 도덕 지능[91][92]
- 우선순위 부여 및 목표 선택
- 뇌 활동의 직접 측정[91] 및 기타 신경영상 지능 테스트 – 지능의 신경과학에서 부분적으로 조사됨

## 문화별 지능
심리학자들은 인간 지능의 정의가 연구하는 문화에 따라 독특하다는 것을 보여주었다. 로버트 스턴버그는 문화가 개인의 지능 해석에 어떻게 영향을 미치는지 논의한 연구자 중 한 명이며, 그는 문화적 맥락에서 다른 의미를 고려하지 않고 지능을 한 가지 방식으로만 정의하는 것이 세계에 대한 탐구적이고 의도치 않은 자기 중심적 시각을 드리울 수 있다고 믿는다. 이를 부정하기 위해 심리학자들은 지능에 대한 다음 정의를 제시한다.
1. 성공 지능은 자신의 성공 정의에 따라 그리고 자신의 사회문화적 맥락 내에서 삶의 성공에 필요한 기술과 지식이다.
2. 분석적 지능은 상당히 추상적이지만 친숙한 종류의 문제에 지능의 구성 요소가 적용된 결과이다.
3. 창의적 지능은 비교적 새로운 과제와 상황에 지능의 구성 요소가 적용된 결과이다.
4. 실용적 지능은 환경에 적응하고, 형성하고, 선택하는 목적으로 경험에 지능의 구성 요소가 적용된 결과이다.[93]

비록 일반적으로 서구적 정의로 식별되지만, 여러 연구들은 인간 지능이 전 세계 문화권에 걸쳐 다른 의미를 지닌다는 생각을 지지한다. 많은 동양 문화권에서는 지능이 주로 개인의 사회적 역할과 책임과 관련되어 있다. 중국의 지능 개념은 타인에게 공감하고 이해하는 능력으로 정의될 것이며, 이는 중국에서 지능이 정의되는 유일한 방식은 결코 아니다.
여러 아프리카 공동체에서는 지능이 사회적 관점에서 비슷하게 나타난다. 그러나 많은 동양 문화권에서처럼 사회적 역할이 아니라 사회적 책임을 통해 예시된다. 예를 들어, 중앙 아프리카 전역에서 천만 명이 사용하는 치체와어(Chi-Chewa)의 지능에 해당하는 용어는 영리함뿐만 아니라 책임을 다하는 능력도 내포한다. 또한, 미국 문화 내에서도 지능에 대한 다양한 해석이 존재한다. 미국 사회에서 지능에 대한 가장 일반적인 견해 중 하나는 문제 해결 기술, 연역 기술, 지능 지수(IQ)의 조합으로 정의하며, 다른 미국 사회는 지능적인 사람은 사회적 양심을 가져야 하고, 타인을 있는 그대로 받아들여야 하며, 조언이나 지혜를 줄 수 있어야 한다고 지적한다.

## 동기 지능
동기 지능은 성취 욕구, 친화 욕구, 권력 욕구 등 다양한 동기를 이해하고 활용하는 개인의 능력을 의미한다. 이는 이러한 동기와 관련된 암묵적 지식을 이해하는 것을 포함한다. 이 개념은 상호 작용 효과를 높이기 위함이 아니라 본질적인 흥미에 의해 다른 사람들의 다양한 가치, 행동 및 문화적 차이를 인식하고 이해하는 능력을 포괄한다.
연구에 따르면 동기 지능, 국제 경험 및 리더십 사이에 관계가 존재한다. 동기 지능 수준이 높은 개인은 다른 문화에 대해 배우는 데 더 큰 열의를 보이는 경향이 있으며, 이는 다문화 환경에서의 효과성에 기여한다. 그러나 연구에 따르면 민족에 따른 동기 지능의 차이도 드러났는데, 아시아 학생들은 인지적 문화 지능은 더 높지만 다른 그룹에 비해 동기 지능은 낮은 것으로 나타났다.
이스파한 가스 회사 직원을 대상으로 한 연구에서는 동기 지능과 그 지표인 적응성 및 사회적 관계 간에 긍정적이고 유의미한 관계가 있음을 나타냈다. 이러한 결과는 동기 지능이 업무 환경에서 개인의 동기 수준에 잠재적으로 영향을 미칠 수 있음을 강조한다.
동기 지능은 지식 지능, 행동 지능, 전략 지능을 능가하는 강력한 예측 변수로 확인되었다. 이는 동기 지능의 이상적이고 필수적인 요소로 간주되는 협력을 촉진하는 데 중요한 역할을 한다.
동기 지능에 기반한 치료 접근 방식은 치료사와 내담자 간의 협력적 파트너십을 강조한다. 치료사는 자신의 견해를 강요하거나 내담자에게 현실에 대한 인식이나 수용을 강요하려 하지 않고 변화에 도움이 되는 환경을 조성한다.
동기 지능은 성취, 친화, 권력과 같은 동기를 이해하는 것뿐만 아니라 문화적 차이와 가치를 인식하는 것을 포함한다. 이는 국제 경험, 리더십, 직무 동기, 협력적 치료 개입과 같은 영역에 영향을 미치는 것으로 밝혀졌다.

## 같이 보기
- 인간 지능의 진화
- 플린 효과
- 천재
- 지적 능력
- 지능의 신경과학 § 인간
- 인간 지능 개요
- 지능 자가 테스트
- 지능의 성별 차이
- 초지능
- 다중 지능 이론
- 의지 (심리학)

## 더 읽어보기
- 레이몬드 카텔 (1987). Intelligence: Its Structure, Growth and Action. 뉴욕: North-Holland.
- Mackintosh, N. J. (2011). 《IQ and Human Intelligence》 seco판. Oxford: 옥스퍼드 대학교 출판부. ISBN 978-0-19-958559-5. 영어권 전역의 매우 선별적인 대학에서 사용되는 인간 지능에 관한 주요 교과서의 2판으로, 연구 문헌에 대한 광범위한 참조가 포함되어 있다.
- Hunt, Earl (2011). 《Human Intelligence》. Cambridge: Cambridge University Press. ISBN 978-0-521-70781-7. 인간 지능 분야의 베테랑 학자가 쓴 종합 교과서의 1판이다.
- Nisbett, Richard E.; Aronson, Joshua; Clancy; William; James; Diane F.; Eric (2012). 《Intelligence: new findings and theoretical developments》 (PDF). 《American Psychologist》 67. 130–159쪽. doi:10.1037/a0026699. ISSN 0003-066X. PMID 22233090. 2013년 7월 22일에 확인함. 미국 심리학회 주요 간행물에 실린 주요 검토 기사로, 최신 연구에 대한 철저한 검토가 이루어졌다.
  - “The latest on intelligence”. 《다니엘 윌링햄--과학 및 교육》. 2012년 5월 10일.
- Sternberg, Robert J.; Kaufman, Scott Barry, 편집. (2011). 《The Cambridge Handbook of Intelligence》. Cambridge: Cambridge University Press. ISBN 9780521739115. 대학원생 및 실무자를 위한 권위 있는 핸드북으로, 다양한 저자들이 인간 지능의 대부분의 측면에 대한 장을 쓰고 있다.